# Arazi Boko
Arazi Boko, född 19 april 2007 på Annemanna stuteri i Ekerö i Stockholms län, är en svensk varmblodig travhäst. Han tränas och körs av Alessandro Gocciadoro i Italien sedan 2017. Han har tidigare tränats av Patrik Södervall (2011–2012), Henrik Södervall (2012–2016) och Fabrice Souloy (2016).
Arazi Boko inledde karriären i september 2011 och tog sin första seger i den femte starten. Han har till mars 2021 sprungit in 13,6 miljoner kronor på 148 starter varav 41 segrar, 22 andraplatser och 18 tredjeplatser. Han har tagit karriärens hittills största segrar i Sweden Cup (2018), Gran Premio Campionato Europeo (2018, 2019), Gran Premio Città di Montecatini (2019) och Gran Premio Costa Azzurra (2019). Han har även segrat i Gran Premio Duomo (2019) och Lärlings-SM (2012), där han kördes av Anders Svanstedt samt kommit på tredjeplats i Gran Premio Lotteria (2018) och Norrbottens Stora Pris (2018). I Frankrike har han segrat i Prix Bernard le Quellec (2016) och Prix d'Arcachon (2016) samt kommit på andraplats i Prix de Lille (2017).
Arazi Boko inköptes på Elitauktionen 2007 av Kerry Leijon, Stall Pirat, efter att stallets dåvarande stjärna, Red Chili Pirat, blivit 3:a i Elitloppet. Kerry Leijon och Stall Pirat ägde Arazi Boko till hela 10-års säsongen ut. Arazi Boko såldes efter 10-års säsongen till den italienske storhästägaren Leonardo Cecchi för en rejäl köpeskilling.